# Terence Schreurs
Terence Schreurs (Hoorn, 9 mei 1976) is een Nederlandse actrice, presentatrice, musicalster, zangeres en danseres van Molukse afkomst.

## Biografie
Na de middelbare school volgde zij een opleiding aan de Amsterdamse Ballet Academie van Lucia Marthas. Haar carrière begon met enkele gastoptredens als danseres en zangeres bij onder andere de Soundmixshow, Ron's Honeymoon Show, en René Froger in Concert. Naast haar werkzaamheden als actrice in het theater, heeft Schreurs rollen gespeeld in diverse films en televisieseries.
Schreurs presenteerde tot halverwege 2010 Supernick, een wekelijks programma bij Nickelodeon.
In 2012 speelde Schreurs in de soap Goede tijden, slechte tijden als Yvon Terstal. Ook speelde Schreurs Buurmeisje Jet  in het kinderprogramma Vroeger & Zo.

## Filmografie
| Film      | Film                              | Film                | Film                                                                                            |
| Jaar      | Productie                         | Rol                 | Opmerkingen                                                                                     |
| --------- | --------------------------------- | ------------------- | ----------------------------------------------------------------------------------------------- |
| 2001      | Mis                               | Lydia               | Korte film                                                                                      |
| 2002      | De enclave                        | Receptioniste       | Televisiefilm                                                                                   |
| 2002      | Polonaise                         | Nena                | Telefilm                                                                                        |
| 2002      | Barry H.                          | Sylvia              | Korte film                                                                                      |
| 2002      | Spagaat                           | Nina's moeder       | Korte film                                                                                      |
| 2003      | Loverboy                          | Felicia             | Telefilm                                                                                        |
| 2004      | Bezet                             | Luna                | Korte film                                                                                      |
| 2005      | Boy Meets Girl Stories            |                     | #1: Smachten                                                                                    |
| 2006      | Doodeind                          | Joline              |                                                                                                 |
| 2007      | Heartcore                         |                     | Korte film                                                                                      |
| 2007      | Hotel Paradijs                    | Claire              | Korte film                                                                                      |
| 2007      | Ratatouille                       | Colette Tatou       | Nasynchronisatie                                                                                |
| 2007      | K3 en de kattenprins              | Fee Fiorella        |                                                                                                 |
| 2008      | Ver van familie                   | Barbie König        |                                                                                                 |
| 2009      | De Punt                           | Noor                | Telefilm                                                                                        |
| 2009      | Het leven uit een dag             | Allison             |                                                                                                 |
| 2010      | De After                          |                     | Korte film                                                                                      |
| 2010      | Proost!                           | Bruid               | Korte film                                                                                      |
| 2010      | Hoe tem je een draak              | Astrid Hofferson    | film                                                                                            |
| 2011      | Klein                             | Carla               | Korte film                                                                                      |
| 2012      | De verbouwing                     | Kimmy               |                                                                                                 |
| 2014      | Hartenstraat                      | Lotte               |                                                                                                 |
| 2015      | Kristen                           | Kristen             |                                                                                                 |
| 2019      | Mijn bijzonder rare week met Tess | Elise               |                                                                                                 |
| 2021      | Raya and the Last Dragon          | Chief van Staart    | Nasynchronisatie                                                                                |
| 2024      | Dit is geen kerstfilm             | Nae                 |                                                                                                 |
| Televisie |                                   |                     |                                                                                                 |
| Jaar      | Productie                         | Rol                 | Opmerkingen                                                                                     |
| 1999      | SamSam                            | Kickbokser          | Afl. Ga daar maar liggen                                                                        |
| 2001      | Baantjer                          | Politieagent        | Afl. De Cock en de moord op het vertrouwen                                                      |
| 2001      | Costa!                            | Janneke             | Afl. Zwoele nachten en Natte T-shirts                                                           |
| 2001      | All Stars                         | Verpleegster        | Afl. Shampoo voor een proefkonijn                                                               |
| 2002      | Spangen                           | Priscilla           | Afl. Rijk-dom                                                                                   |
| 2002      | IC                                | Carmen Schipper     | Vaste rol                                                                                       |
| 2003-2005 | De Band                           | Mariska Lieftinck   | Vaste rol                                                                                       |
| 2005      | Yorin Travel                      | Zichzelf            | Eenmalig gastpresentatrice                                                                      |
| 2005-2006 | UR                                | Zichzelf            | Presentatrice                                                                                   |
| 2005      | Daar Vliegende Panters            | Aerobicinstructrice | Afl. onbekend                                                                                   |
| 2006      | Peking Express VIP                | Zichzelf            | Kandidaat                                                                                       |
| 2007      | Spoorloos verdwenen               | Titia Maduro        | Afl. De verdwenen student                                                                       |
| 2008-2010 | Supernick                         | Zichzelf            | Presentatrice                                                                                   |
| 2009      | Toen was geluk heel gewoon        | Sonja               | Afl. Sonja                                                                                      |
| 2009      | Kinderen geen bezwaar             | Kickbokser          | Afl. Kickboksen                                                                                 |
| 2009      | Annie M.G.                        | Tops                | Afl. Hoofdstuk 2                                                                                |
| 2011      | De Meisjes van Thijs              | Kim                 | Afl. Berichtjes van: Petra, Bibi, Kimberley, Marie-Antoinette, Sacha, Pearl, Kim, Nienke & Nina |
| 2011      | Van God Los                       | Lotteke Landman     | Afl. Masterplan                                                                                 |
| 2011      | Seinpost Den Haag                 | Sonja Matulessi     | Vaste rol                                                                                       |
| 2012      | Goede tijden, slechte tijden      | Yvon Terstal        | Terugkerende gastrol Afl. 4480-4550                                                             |
| 2013      | Zusjes                            | Winny Evers         | Vaste rol                                                                                       |
| 2014      | Flikken Maastricht                | Lisette Louwman     | Afl. Mineur, seizoen 8                                                                          |
| 2022      | Oogappels                         | Moeder van Jamiro   | Afl. Op je gezondheid, seizoen 4                                                                |
| 2024      | Laura H.                          | Elisa               | Afl. Ik wou dat ik ziek was                                                                     |
| Theater   |                                   |                     |                                                                                                 |
| Jaar      | Productie                         | Rol                 | Opmerkingen                                                                                     |
| 2000      | Home                              | Motje               |                                                                                                 |
| 2001      | Nijntje, de musical               | Nina / De Engel     |                                                                                                 |
| 2009-2010 | Late Avond Idealen                |                     |                                                                                                 |